# Bocchoris clathralis
Bocchoris clathralis là một loài bướm đêm trong họ Crambidae.